# Agrilus exiguellus
Agrilus exiguellus är en skalbaggsart som beskrevs av Fisher 1928. Agrilus exiguellus ingår i släktet Agrilus och familjen praktbaggar. Inga underarter finns listade i Catalogue of Life.